# Dalton James
Dalton James (ur. 19 marca 1971 w Sacramento) – amerykański aktor telewizyjny i filmowy.

## Życiorys
Urodził się w Sacramento, w stanie Kalifornia. Uczył się aktorstwa w prestiżowym Playhouse West w Los Angeles. Dorabiał podczas świąt Bożego Narodzenia jako kelner.
W serialu MacGyver (1992) wystąpił jako Sam Malloy, dawno zaginiony syn MacGyvera.
Był żonaty z Misty, z którą ma syna Rivera (ur. 1996) i córkę Taylor (ur. 1997).

## Filmografia

### Filmy
- 1991: Jaskiniowiec z Kalifornii (Encino Man) jako Will
- 1993: Zastępstwo (The Substitute) jako Josh Wyatt
- 1994: Tata i małolata (My Father the Hero) jako Ben
- 1998: Beach House jako Dan
- 1999: Held Up jako Sunny

### Seriale TV
- 1992: Sisters jako Bart McAllister
- 1992: MacGyver jako Sam Malloy
- 1992-93: Crossroads jako Dylan Hawkins
- 1996-97: Beverly Hills, 90210 jako Mark Reese
- 1999-2007: Passions jako Hank Bennett